# Borbély Ervin
Décsi Borbély Ervin, írói álnevén Ékes Ákos (1911. március 2. – 2002. március 13.) magyar költő, esztéta, ügyvéd, volt miniszteri tanácsos, ezoterikus író, polihisztor.

## Munkássága
Foglalkozott irodalommal, filozófiával és asztrológiával egyaránt. Civilként az építési minisztérium elnöki osztályának vezetőjeként dolgozott. 1974-ben vonult nyugállományba. 
Költőként és íróként sokáig mellőzött, háttérbe szorított volt, monumentális munkásságának nagy része csak magánkiadásban jelent meg, de számos műve és írása – így például barátjával, Kodolányi Jánossal folytatott mintegy 500 oldalas levelezése is – mind a mai napig kiadatlan maradt. 
Írói hagyatékának gondozására, kéziratainak sajtó alá rendezésére hozták létre Budapesten a művésznevét őrző Ékes Ákos Alapítványt.

## Kiadott és kiadatlan művei

### Verses munkák
- Versek (1930-tól; kéziratban)
- De profundis (1960-61; kéziratban)
- Munkásvonat I-III. (1959-69; kéziratban)
- Morzsák (1976; kéziratban)
- Közbehajló tükrök (1979; kéziratban)
- Kulcsolt kígyók. Magánkiadás, 1984; Perfector, 1990. (ISBN 9630279797)
- A világ közepe, 1976-1978. Magánkiadás, 1984. (ISBN 9635003005)
- Tükörcsapda I-II. Válogatott versek: 1930-1984. Magánkiadás, 1985. (ISBN 9635003307)
- Dunnyogó (1984). Magánkiadás, 1987
- Újabb versek (1984-1987). Magánkiadás, 1987
- Tarka tükör. Újabb versek. Magánkiadás, 1988. (ISBN 9635006101)
- Ne múljon el. Egy szerelem naplója. Magánkiadás, 1988. (ISBN 9635008724)
- Kulcsolt kígyók. 1979–1989; Perfector, Bp., 1990
- Szűrő. Perfector, 1991. (ISBN 9637998039)
- Bugyogó kút. Post mortem (?, kéziratban)

### Próza
- Áll a bál (kéziratban)
- Holmi. Cikkek, jegyzetek (1943-1999; kéziratban)
- Levelezésem Kodolányival (1947-1954; Előszó, név- és tárgymutató: 1983; kéziratban)
- A Tudás könyve. Szabadulás az útvesztőből (1974-1998; kéziratban)
- A pontmindenség. Igazi csillagászat. Tertia, 1999. (ISBN 963858663X)
- A jog- és államelmélet alapfogalmai (1934; előszó: 1966; kéziratban)
- Mérleg és világkép. Cikkek, olvasójegyzetek, kordokumentumok. Tertia, 2001 (ISBN 9639387010)